# Alarik Tavaststjerna
Alarik Axel Tavaststjerna, född 12 december 1873 i Helsingfors, död 2 juni 1922 i Grankulla, var en finländsk arkitekt. Han var son till generalmajor Fritjof Alarik Tavaststjerna och Josefina Maria Laurell. 
Alarik Tavaststjerna blev student 1892. Han studerade vid Helsingfors universitet och utexaminerades som arkitekt från Polytekniska institutet 1903. Han arbetade som arkitekt i Helsingfors, restaurerade medeltida kyrkor i Finland och fungerade som huvudredaktör för tidskriften Arkitekten under åren 1917–1919.
År 1903 gifte sig Alarik Tavaststjerna med filosofie magister Svea Ingman (1874–1950).  